# 1251 dans les croisades
- Mamelouks :  Chajar ad-Durr, Al-Muizz Izz ad-Dîn Aybak

Cette page regroupe les évènements concernant les Croisades qui sont survenus en 1251 :
- 2 février : Al-Nasir Yusuf, émir ayyoubide d'Alep, livre bataille aux Mamelouks à ’Abbâsa, mais est trahi par une partie de son armée, qui est elle-même mamelouk[1].
- Départ de la Croisade des Pastoureaux (le jour de Pâques)[2].
- Mort de Bohémond V, prince d'Antioche. Son fils Bohémond VI lui succède[2].